# Argos (jätte)

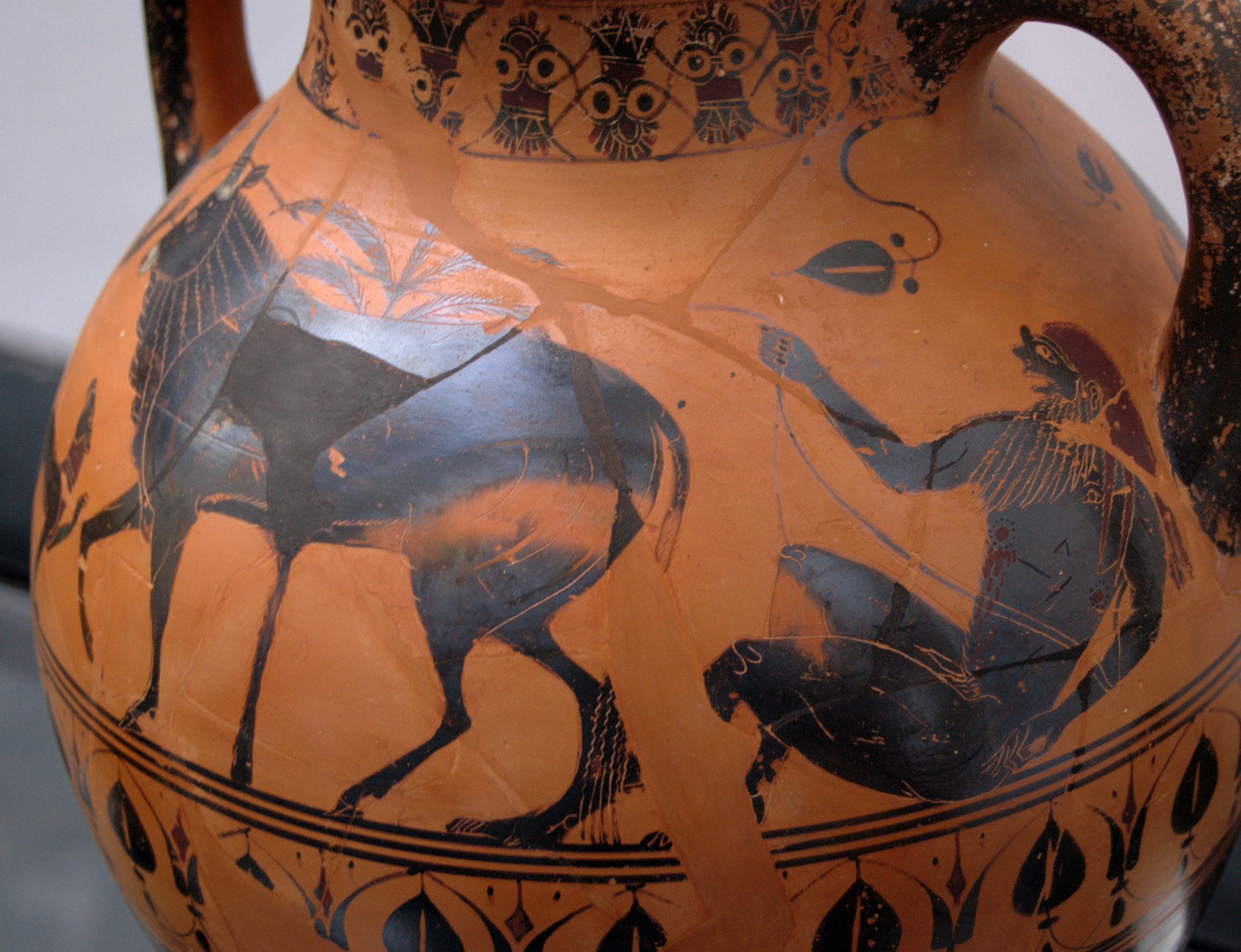
Io och Argos. Från en grekisk svartfigurig amfora, 540-530 f.Kr., funnen i Italien.

Argos (latin: Argus) är i den grekiska mytologin en jätte med hundra ögon, av vilka aldrig fler än femtio sov åt gången.
Argos sattes av den svartsjuka Hera, Zeus hustru, att bevaka den till en kviga förvandlade Io i vilken Zeus förälskat sig. Zeus bad då Hermes att söva jätten med tonerna från sin flöjt. När Argos sov med alla ögonen högg Hermes huvudet av honom med sitt svärd och befriade Io som Zeus så småningom förvandlade till människa igen. Hera samlade upp Argos ögon och prydde med dem påfågelns stjärt där man än i dag kan beundra dem.
Argusögon betecknar en klarsynt person eller uppmärksam bevakare. 